# 1563 Noël
Noel (asteroide 1563) é um asteroide da cintura principal, a 2,0048952 UA. Possui uma excentricidade de 0,0852194 e um período orbital de 1 185,08 dias (3,25 anos).
Noel tem uma velocidade orbital média de 20,11895305 km/s e uma inclinação de 5,98623º.
Esse asteroide foi descoberto em 7 de Março de 1943 por S. Arend.